# بيلويي (لوهانسكا)
بيلويي (Біле) هي مدينة في مقاطعة لوهانسكا في أوكرانيا. يبلغ عدد سكانها حوالي 6515 نسمة.